# Hylasia tiresias
Hylasia tiresias är en fjärilsart som beskrevs av Stoll 1782. Hylasia tiresias ingår i släktet Hylasia och familjen mätare. Inga underarter finns listade i Catalogue of Life.